# Bahnhof Götzis
Der Bahnhof Götzis ist ein an der Bahnstrecke Lindau–Bludenz gelegener Durchgangsbahnhof in Götzis.

## Geschichte
Der Bahnhof wurde 1872 mit der Inbetriebnahme der Vorarlberger Bahn eröffnet. Wie auch die übrigen Bahnhöfe und Bahnhaltestellen ist eine grundlegende Modernisierung geplant. Der Umbau hat sich aufgrund von Unstimmigkeiten zwischen der Gemeinde Götzis und den ÖBB verzögert. Die Einreichplanung für den neuen Bahnhofs Götzis ist bis Ende 2025 angesetzt, der geplante Baustart für das Jahr 2027.

## Ausstattung
Der Bahnhof verfügt über ein Bahnhofsgebäude mit angrenzender Trafik, kostenlose Park & Ride Stellplätze sowie Warteräumlichkeiten. Eine Besonderheit des Bahnhofs sind die bestehenden Rampen, die einen barrierefreien Zugang zu den Bahnsteigen erlauben.

## Verkehr
Der Bahnhof ist ein zentraler Knotenpunkt im Vorarlberger Regionalverkehr sowie für den Busverkehr des oberen Rheintals. Er wird durch Züge der S-Bahn Vorarlberg und durch Regional-Express-Züge der ÖBB sowie durch den Landbus Oberes Rheintal, Landbus Unterland und den Ortsbus AmKumma bedient. Im Fernverkehr halten nur noch der Nightjet Wien – Bregenz und die Westbahn.

| Zuggattung/Linie | Verlauf | Takt                                                    |
| ---------------- | --- | ------------------------------------------------------- |
| ÖBB Nightjet     | Wien – Wien Meidling – St. Pölten – Amstetten – (St. Valentin –) Linz – Wels – Attnang-Puchheim – Vöcklabruck – Salzburg – Innsbruck – Ötztal – Imst-Pitztal – Landeck-Zams – St. Anton am Arlberg – Langen am Arlberg – Bludenz – Feldkirch – Rankweil – Götzis – Hohenems – Dornbirn – Bregenz | Ein Zugpaar täglich                                     |
| Westbahn         | Wien Westbahnhof – Wien Hütteldorf – St. Pölten – Amstetten – Linz – Wels – Attnang-Puchheim – Vöcklabruck – Salzburg – Kufstein – Wörgl – Jenbach – Innsbruck Hauptbahnhof – Innsbruck Westbahnhof – Imst-Pitztal – Landeck-Zams – St. Anton am Arlberg – Bludenz – Frastanz – Feldkirch – Rankweil – Götzis – Altach – Hohenems – Dornbirn – Riedenburg – Bregenz (– Lindau-Reutin – Lindau-Insel) | Zwei Zugpaare täglich                                   |
| REX 1            | Lindau-Insel – Lindau-Reutin – Lochau-Hörbranz – Bregenz Hafen – Bregenz – Riedenburg – Dornbirn – Hohenems – Götzis – Rankweil – Feldkirch – Frastanz – Nenzing – Bludenz | 30 Minuten (außer bei Überschneidung mit einem Railjet) |
| S 1 R 1          | (Lindau-Insel – Lindau-Reutin – Lochau-Hörbranz –) Bregenz Hafen – Bregenz – Riedenburg – Lauterach – Wolfurt – Schwarzach – Haselstauden – Dornbirn – Dornbirn-Schoren – Hatlerdorf – Hohenems – Altach – Götzis – Klaus in Vorarlberg – Sulz-Röthis – Rankweil – Feldkirch Amberg – Feldkirch – Frastanz – Schlins-Beschling – Nenzing – Ludesch – Nüziders – Bludenz                              | 30 Minuten (an Wochenendnächten 60 Minuten)             |
| R 5              | St. Margrethen – Lustenau – Lauterach – Wolfurt – Schwarzach – Haselstauden – Dornbirn (– Dornbirn-Schoren – Hohenems – Götzis – Klaus in Vorarlberg – Rankweil – Feldkirch) | einzelne Zugpaare                                       |

Stand: Dezember 2024

## Sonstiges
Beim Bahnhof verläuft ein zusätzliches Gleis zwischen den Bahnsteigen 1 und 2. Rund 500 Meter südlich besteht eine Abzweigung zur alten Ziegelei.